# Século XXX a.C.
Milênio:  Quarto Milênio a.C. - Terceiro Milênio a.C. - Segundo Milênio a.C.
Século: Século XXXI a.C. - Século XXX a.C. - Século XXIX a.C.
Primeiro século do terceiro Milênio a.C.. Começou com o ano 3000 a.C. e terminou com o ano 2901 a.C..

## Eventos
- c. 3000 a.C.:
  - Fim do período neolítico.
  - Começa o reinado de Quenquenés, segundo faraó do antigo Egito.
  - Criada a Paleta de Narmer em Hieracômpolis. Ela agora se encontra no Museu Egípcio, no Cairo.
  - Caral, a cidade mais antiga da América, começa a ser construída.
  - Troia é fundada.
  - Stonehenge começa a ser construído.
  - Civilização Cicládica.
  - Civilização Minoica.
  - Civilização heládica.
  - Petróglifos de Angono são esculpidos nas Filipinas.
  - Começa a Idade do Bronze da civilização egeia.
  - Agricultura primitiva no norte de África.
  - Começa o Período Jomon, no Japão.
  - Há uma intensa fase de enterros na Duma em nGiall, na chamada Hill of Tara, o antigo local do Alto Rei da Irlanda.
- c. 3058 a.C. e c. 3228 a.C - Possíveis anos em que Krishna, considerado o oitavo avatar de Vishnu no Hinduísmo, nasceu.
- c. 2955 a.C. - Quenquenés, segundo faraó do Egito, morre.
- Desenvolvimento de civilizações primitivas no Mar Egeu.

## Pessoas Importantes
- Quenquenés, Uenefés, Merneite, Usafedo, Miebido, Semempsés — Faraós da I dinastia egípcia.

## Invenções e descobertas
- c. 3000 a.C.: 
  - Sumérios estabelecem cidades.
  - Sumérios começam a trabalhar com vários metais.
- c. 3000 - 2000 a.C. - Escrita por meio de hieróglifos no Egito, roda de oleiro na China e primeira olaria das Américas (no Equador).
- O shekel é introduzido na Mesopotâmia como unidade de medida e monetária.